# 7e cérémonie des Golden Horse Film Festival and Awards
La 7e cérémonie des Golden Horse Film Festival a eu lieu en 1969.

## Meilleur film
- 小鎮春回 (Printemps dans une petite ville) de Yang Wen-kan
  - 揚子江風雲 (Tempête sur le Yangtze )
  - 新娘與我 (La Mariée et moi)
  - Susanna

## Meilleur réalisateur
- Pai Ching-jui pour 新娘與我 (La Mariée et moi)

## Meilleure actrice
- Li Li-hua pour 揚子江風雲 (Tempête sur le Yangtze )

## Prix spécial
- Ching Li